# Popotan
Popotan (ぽぽたん?) es una novela visual japonesa desarrollada por Petit Ferret, y con diseños de personajes de Akio Watanabe bajo el alias Poyoyon Rock. Fue lanzada originalmente como un videojuego para PC (Windows) en CD-ROM el 13 de diciembre de 2002, y posteriormente relanzada en DVD-ROM y para PlayStation 2 con algunas escenas explícitas eliminadas. El título Popotan es una palabra sin sentido que pretende reflejar la importancia de los dientes de león en la trama, que en japonés se escribe tanpopo (たんぽぽ?). Petit Ferret también produjo un fan disc poco antes del relanzamiento del DVD-ROM. Popotan también fue adaptado a otros medios, entre ellos una serie de novelas denominada Popotan～ Himitsu no Jumon～ Kōhen, escrita por Sassami Yachiruda; una serie de manga realizada por Yūjiro Izumi; y un anime de doce episodios dirigido por Shin'ichiro Kimura y emitido en BS-i y en Bandai Channel, que luego fue licenciado para América del Norte por Geneon USA, y posteriormente Sentai Filmworks; un radioteatro llamado Poporaji; y varios libros de arte y de referencia.
El modo de juego en Popotan sigue una trama en parte predeterminada en la que la mayoría de los eventos permanece igual, pero determinadas líneas de la historia de los personajes puede diferir dependiendo de las elecciones del jugador. El juego se centra en el protagonista Chris, un vagabundo que conoce a tres chicas y su criada en una mansión cerca de las ruinas de Tokio en un futuro lejano. El objetivo del jugador es lograr desbloquear las imágenes y escenas sexuales que el jugador puede ver o repetir en cualquier momento, en las que el protagonista tiene relaciones sexuales con una de las chicas. El jugador puede dedicarse a otras chicas sólo una vez que finalizó la historia con una de las hermanas.
Las ventas de la novela visual y su fan disc llegaron varias veces a la lista de los cincuenta juegos bishōjo más vendidos en Japón, y que dio lugar a un Fenómeno de Internet cuando se adoptó como el tema de apertura una música acelerada de la banda sueca Caramell. La recepción del anime fue analizada por algunos tomando en cuenta el primer volumen criticando las temáticas sexuales del mismo, en especial con respecto a Mii, mientras que otros analizaron la serie en su conjunto, tendieron a dar en general críticas más positivas, elogiando la profundidad inesperada de la historia.

## Dinámica del juego
Popotan es una novela visual en la que los jugadores pasan la mayor parte del tiempo leyendo textos dinámicos, que representan tanto diálogos entre los distintos personajes como los propios pensamientos del protagonista. Luego de progresar a través de las líneas de diálogo, en determinado momento el jugador llegará a un «punto de decisión» en donde deberá elegir una de varias opciones, o llegará a una instancia en la que el texto finalizará y tendrá que moverse a una nueva ubicación, o —en las versiones del DVD-ROM y PlayStation 2— utilizar un atajo para continuar al siguiente evento. El tiempo transcurrido entre puntos de decisión varía. El juego se detiene en esos puntos y —dependiendo de la elección que el jugador realiza— la historia progresará y podrá divergir en una dirección diferente. El jugador deberá lograr enamorar a las tres hermanas, y sólo podrá buscar a otros personajes si uno de los escenarios de las hermanas ha sido completado.
En algún punto del escenario de Mii comienza un minijuego musical, cuya meta es elevar al máximo el medidor de energía mágica de la Chica Mágica Mii (魔法少女みい Mahō Shōjo Mii?) golpeando unas bolas en el momento oportuno. El resultado de dicho minijuego afectará al transcurso de la historia. Una vez que el jugador haya completado con éxito su escenario, desbloqueará una opción en el menú principal que es un omake, permitiéndole jugar al minijuego con otras secuencias musicales diferentes.
Al finalizar el escenario de Ai, se desbloquea una nueva historia, que tiene como protagonista a Unagi. El jugador aquí puede guardar una partida en las versiones para computadora sólo mientras haya texto de las líneas de diálogo en pantalla; sin embargo, esta limitación fue eliminada en la versión para PS2. No obstante, la versión para PS2 altera la serie de eventos y escenas, basado en la versión de DVD.

## Trama

### Novela visual
Popotan tiene lugar en un futuro lejano dentro de los restos de Tokio, que fue destruido por un cataclismo y alterado los cambios geológicos. El desastre fue causado por una estructura gigantesca con forma de diente de león que parece haber sido clavado en la cima de una colina en la ciudad. La ubicación principal del juego es una mansión de estilo europeo que desentona completamente con el resto de la ciudad, aunque gran parte del día el jugador pasará fuera de la mansión vagando por la ciudad conociendo personajes y desencadenando secuencias de eventos.
Popotan sigue los cambios de estilo de vida de Chris, el protagonista, así como los misterios que rodean el objeto tipo aguja que causó la destrucción de Tokio en el pasado. La historia inicia cuando Chris, en desesperación, considera el robar de comida de un puesto cerca de la entrada de un santuario, su intento de robo falla y deambula por la ciudad en busca de trabajo; en una tienda de conveniencia recibe instrucciones que lo llevan a la mansión. Allí se encuentra con las tres hermanas y su criada androide. Chris pide permiso para quedarse porque el alquiler es barato y las chicas son bonitas, pero a cambio lo obligan a tomar un trabajo de medio tiempo. El dueño de la tienda lo contrata y, a medida que avanza la historia, Chris se abre socialmente y comienza a preocuparse por los demás mientras interactúa con las chicas. También se encuentra con nuevos amigos, entre ellos un compañero de clase Konami, una doncella del santuario local llamada Nono y una misteriosa chica llamada Shizuku.

### Anime
La historia comienza cuando un niño llamado Daichi se acerca a una mansión de estilo europeo que es también una tienda de artículos navideños y se encuentra en una pradera cercana a su pueblo. Como la casa apareció de un día para otro en el paraje, todos creen que es una mansión embrujada, por lo que él desea fotografiarla para agradar a la muchacha que le gusta. 
Al entrar se encuentra con Ai, Mai, Mii, Unagui y Mare; tres alegres hermanas, su hurón mascota y su sirvienta respectivamente. Al conocerse ellas deciden ayudarlo a cambio de que las lleve a lugares donde haya "popotan" que es la pronunciación que le dan a Tanpopo, la palabra japonesa para diente de león. Tras ayudarse mutuamente y resolver sus problemas se convierten en buenos amigos, pero una tarde que Daichi va a visitarlas ve desaparecer lentamente el edificio en medio del vuelo de los diente de león.
La casa viaja, aparentemente, con un curso desconocido desde el pasado hacia el futuro llevando consigo a las hermanas. Ellas desconocen el propósito de este viaje en el que conocen amigos y después deben separarse; solo saben que en algún momento encontrarán un popotan que les indicará como encontrar a cierta persona; esa es su meta, encontrarla y saber el significado de la vida tan extraña que deben llevar sin saber por qué.

## Personajes
Chris (クリス?)
Seiyū:
Es el protagonista de la historia y el personaje que el jugador controla. Es un estudiante de secundaria que desertó de sus estudios y que renunció al mundo. Vaga de ciudad en ciudad tocando su guitarra para hacer el dinero suficiente como para cubrir sus gastos de subsistencia. Él se va a vivir con las tres hermanas debido a que ellas le cobran barato el alquiler y porque le gusta estar en una casa llena de chicas; sin embargo, pronto se da cuenta de que debe cambiar sus costumbres holgazanes.
Ai (あい?)
Seiyū: Sayaka Ohara
La hermana mayor, con un cuerpo extremadamente desarrollado, pero muy inocente y tolerante, es la dueña de Unagui y posee el poder de entender y comunicarse con las plantas, por lo que su labor es la de interrogar a los popotan sobre la persona que buscan, ya que solo ellos pueden verla. Es una pésima cocinera, al punto de que los sabores y aspectos que toma su comida contradicen las leyes de la lógica.
Mai (まい?)
Seiyū: Masumi Asano
La segunda hermana, su personalidad es dinámica y siempre demuestra mucha energía, su cuerpo es muy poco desarrollado, cosa que la acompleja. Detesta comunicarse con la gente a pesar de que su personalidad es social por naturaleza, esto es porque sabe que después de un tiempo deberá abandonarlos. Su poder es la capacidad para intensificar cualquier habilidad física que posea. Tiene como objetivo encontrar a la persona que baila en los campos de popotan para exigirle la libere de lo que para ella es la maldición de los viajes.
Mii (みい?)
Seiyū: Haruko Momoi
La más pequeña de las hermanas, muy alegre y juguetona, sueña con convertirse en una mahō shōjo llegando incluso a usar este tipo de ropa, le encanta burlarse de Mai por su escaso busto. De las tres es la única que no desea terminar con los viajes, ya que adora conocer gente y hacer cientos de amigos. Su poder es la curación instantánea de enfermedades y heridas.
Mare (まれ?) (también llamada Mear (メアー Mea?))
Seiyū: Mai Kadowaki
La sirvienta androide que es parte de la casa, su función es servir y proteger a los habitantes de la mansión. A pesar de no ser humana, ama a las tres hermanas y teme que llegue pronto el día de reunirse con esa persona que buscan, ya que sabe no están preparadas aun y teme que la trágica historia de otros viajeros se repita con ellas. Su carácter es muy brusco a veces y también indiferente, pero en el fondo, a pesar de ser un androide, solamente es una muchacha pelirroja algo vanidosa, muy preocupada por sus amigas y de que su cuerpo se desarrolle. También es un sistema de alarma, ya que cuando en el cielo ve un popotan hecho de luz es señal de que deben entrar, ya que la mansión se dispone a viajar en el tiempo y lo hará sin impotar quien este dentro o fuera.
Unagi (うなぎ?)
Seiyū: Ayako Kawasumi
Es la mascota de las hermanas, es un hurón albino que usa un pañuleo rojo en el cuello. Por lo general acompaña a Ai, pero a veces Mii se lo lleva, ya que según ella dice, no se puede ser una Maho Shoujo sin tener un animal acompañante, esto siempre le acarrea alguna dificultad a Unagui, ya que en estas ocasiones acaba recibiendo más de un golpe o escapando por los problemas que causa Mii. Al igual que sus amas, posee poderes mágicos, su habilidad consiste en transformar su cuerpo a un equivalente humano; bajo esta apariencia, es una pequeña niña vestida con un largo suéter blanco y un pañuelo rojo en el cuello, cabello blanco y corto, aunque conserva su cola y orejas, por lo general, solo toma este aspecto al despedir el capítulo, soñando siempre con poder hacerlo de forma tan rápida que quede suficiente tiempo como para usarlo para hacer una sección propia.
Keith (キース?)
Seiyū: Yūji Takada
Se presenta como un hombre de cabello blanco y muy amable que conoce a las hermanas cuando llegan a un pueblo junto al mar y las ayuda a esconder su secreto de Daichi, quien ya es adulto y se ha propuesto descubrir el secreto de la casa. De inmediato congenia directamente con Ai y en poco tiempo inician un intenso romance, sin embargo cuando Daichi los confronta nuevamente intenta asesinarlo demostrando habilidades sobrenaturales muy superiores a las de las hermanas y las de Mare.
Keith es en realidad un subordinado de Shizuku con un rango superior a Mare y la habilidad de viajar por el tiempo sin necesidad de la casa, siendo en realidad quien guía el edificio a las épocas donde se dirige; se le encargó ser el vigilante de las chicas; sin embargo su mentalidad recta y rígida lo hace ignorar los objetivos de Shizuku y solo se limita a obligarlas por la fuerza a solo seguir viajando sin interesarse en si comprenden o no el objetivo final. Tras el reencuentro de las tres hermanas sufre una suerte de destitución, perdiendo sus poderes, quedando Mare sobre él y siendo relegado de los viajes de la mansión.
Shizuku (雫?)
Seiyū: Rumi Shishido
Es aquella persona que desean encontrar las tres hermanas y a quien sirven Keith y Mare. A lo largo de la serie se la ve en visiones como una chica desnuda cubierta solo por una manta que baila en los campos de dientes de león. Se sabe gracias a Mare que antes de la llegada de Ai, Mai y Mii ya había enviado a otras personas en viajes similares sin lograr un resultado satisfactorio; no se deja ver ya que espera que las tres hermanas maduren y lleguen a un nivel en que comprendan lo que ella desea para ahí darles a escoger y revelarles la verdad tras los viajes en el tiempo.

## Desarrollo
Petit Ferret desarrolló Popotan en el 2002, proyecto en el que Seki Hayabusa y Iwashinichi Shimizu se encargaron del desarrollo del escenario y Akio Watanabe (bajo el alias Poyoyon♥Rock) diseñó los personajes. Higuchi Hideki y Kajihara Masahiro compusieron la música para la serie, y Under17 aportó poniéndole voz a la música. Petit Ferret creó más de mil gráficos bidimensionales en computadora para fondos, eventos y poses de personajes. A pesar de que solamente unos pocos personajes tienen ojos y bocas que hayan sido animados, existen varias posturas para personajes principales y secundarios; Petit Ferret creó menos gráficos para los personajes secundarios para reducir el costo de producción. El juego usa un sistema de colocación de caracteres para mostrar los textos de cada protagonista: los textos de personajes distantes del jugador aparecen con un tamaño de letra pequeño, y este se vuelve más grande a medida que el jugador se acerque a ellos.
Petit Ferret abrió solicitudes para actrices de voz japonesas durante mayo y junio de 2002, tratando de cubrir en primer lugar los papeles de las tres hermanas. Una vez satisfechos con los aspirantes, Petit Ferret realizó audiciones para otros papeles a partir del 30 de junio de 2002. WellMADE produjo y distribuyó la adaptación a PlayStation 2, titulada Oshiete! Popotan (おしえて！ぽぽたん?), sobre la base de la versión en DVD-ROM del videojuego original. Akio Watanabe fue el supervisor del proyecto para la adaptación a PS2.

### Información de lanzamiento
Petit Ferret lanzó una versión de evaluación de Popotan para descargar el 25 de noviembre de 2002, y publicó la versión completa para PC en un CD-ROM el 13 de diciembre siguiente. Con el propósito de aumentar las preventas, Ferret incluyó en el paquete del CD-ROM de la versión inicial de Popotan, un CD maxisencillo especial de las canciones de Under17. Posteriormente la empresa publicó un fan disc titulado Popotan Fan Disc: Issho ni A-SO-BO (ぽぽたんファンディスク いっしょにA・SO・BO?  lit. Popotan disco para Fanáticos: JU-GUE-MOS juntos) el 11 de julio de 2003.

## Anime
Shaft, sobre la base de la novela visual produjo un anime de doce episodios de aproximadamente 24 minutos cada uno, cuya dirección y elaboración del guion gráfico fue realizada por Shinichiro Kimura, el guion fue elaborado por Jukki Hanada, el diseño de los personajes por Haruka Sakurai (sobre la base de los conceptos originales de Akio Watanabe), junto con la supervisión de animación de Rondo Mizukami. El anime fue emitido por la emisora BS-i y por Bandai Channel, desde el 17 de julio de 2003 al 3 de octubre de 2003. El tema de apertura se llama Popotan Hatake de Tsukamaete (ぽぽたん畑でつかまえて?), interpretado por Under17, y el tema de cierre es S–U–K–I, interpretado por Funta.
El estilo de la narrativa de la serie es por episodio y usualmente se enfoca en un personaje a la vez. En los primeros cuatro episodios, la trama se centra en uno de los cuatro personajes principales, representando su interacción social y su crecimiento. El uso en el anime del viaje en el tiempo permite presentara los personajes previamente presentados en cursos del tiempo anteriores o en su infancia, y contrasta sus experiencias con el transcurso de su edad. Los críticos tuvieron dificultades en categorizar el anime Popotan, aunque en general se trata de una serie con un tono de comedia. Los personajes son muy alegres y dispuestos a ayudar a las nuevas amistades. Si bien en algunos episodios hay escenas con desnudos, el anime no contiene escenas sexualmente explícitas. Geneon calificó a la serie apta para mayores de 16 años, mientras que Section23 Films en su relanzamiento la recalificó como TV-MA.
El 27 de junio de 2003 Shaft lanzó un DVD de intriga titulado Popotan: El Secreto de las Tres Hermanas (ぽぽたん 送開始記念版 うガマンできない、３姉妹のひ・み・つ Popotan Hōsō Kaishi Kinen ban Mou Gaman Deki Nai, 3 Shimai no Hi・Mi・Tsu?), con los diseños de personajes de Haruna Sakurai. El DVD también contenía entrevistas en vídeo con las actrices de voz del anime, un CD de música del radioteatro, el tema de Poporaji (ぽぽらじ?) Poporaji no Uta (ぽぽらじの歌?), ilustraciones en pintura metálica y un peluche de Unagi. Bandai Visual lanzó el anime en Japón en seis DVD conteniendo cada uno dos episodios, que fueron lanzados en forma escalonada del 26 de septiembre de 2003 al 25 de febrero de 2004. Cada disco venía consigo con un figurín de una de las protagonistas de la serie; aunque Bandai también lanzó los DVD sin figurines a un precio menor.

## Radioteatro y publicaciones
Petit Ferret también produjo un radioteatro llamado Poporaji (ぽぽらじ?), basado en una canción usada en el estreno de difusión del DVD del anime, El Secreto de las Tres Hermanas (3姉妹のひ・み・つ〜 3 Shimai no Hi・Mi・Tsu?). El hilo del programa se centró en las tres hermanas y Mea, poniéndole las voces a los personajes sus respectivas actrices de voz. Fue emitido por Osaka Broadcasting Corporation en dos partes, la primera de abril a septiembre de 2003 y la segunda de octubre a diciembre de 2003. TBS Radio repitió la emisión posteriormente en su semana de estreno. Además, Petit Ferret anunció el 22 de enero de 2004 que Poporaji volvería a ser emitido en el sitio web de Bandai Visual en BEAT NetRadio, y fue compilado en dos CD: Poporaji Popoi CD (ぽぽらじっぽいCD?)　y　Poporaji Popoi CD2.
Sasami Yachiruda y SPIRITE escribieron e ilustraron dos novelas, tituladas Popotan　～Himitsu no Jumon～ Kōhen (ぽぽたん ～ひみつのじゅもん～ 後編?), y publicadas por Softgarage el 20 de junio y el 22 de agosto de 2002. Estas novelas siguen la trama de la serie, y contaron con la participación de todos los personajes destacados y combinando sus tramas personales. Magazine Z publicó una serie de manga de dos partes elaborada por Yūjiro Izumi, en la que la historia gira en torno a las tres hermanas. El manga fue lanzado en dos volúmenes, el 19 de diciembre de 2003 y el 23 de agosto de 2004.

## Legado, recepción y ventas

### De la novela visual
Las novelas visuales Popotan publicadas por Petit Ferret gozaron de unas buenas ventas iniciales. La calificación nacional de PCNews de videojuegos bishōjo ubicó al CD-ROM de Popotan en su lanzamiento inicial en el noveno lugar durante un mes y medio después de su lanzamiento; se mantuvo en el vigésimo primer lugar por otro medio mes más, y seis meses después de su lanzamiento volvió por un breve tiempo a colocarse en el puesto cuarenta poco antes del lanzamiento del fan disc. El relanzamiento en DVD-ROM se elevó a la vigésimo cuarta posición en ventas totales un mes después de su debut. La salida al público del fan disc lo elevó al undécimo puesto entre los videojuegos bishōjo más vendidos durante un mes. La versión para PS2 Oshiete! Popotan (おしえて! ぽぽたん?) recibió un puntaje de 22 sobre 40.
La novela visual presentó una animación de una danza en su secuencia de apertura que se convirtió en un fenómeno de internet. La danza muestra a Mai y Mii balanceando sus caderas a los lados mientras mantienen sus manos junto a sus cabezas, aleteándolas como si estuvieran haciendo un movimiento de despedida. Usuarios de internet ponen a la danza en un coro acelerado de la canción Caramelldansen de la banda Caramell. La popularidad de la escena ayudó a la franquicia de Popotan y a Caramell alcanzar cierto culto. La danza fue realizada por personas en convenciones de anime (especialmente en Japón), en anuncios publicitarios, en videojuegos y tuvo su aparición en otros animes no relacionados. La popularidad de Popotan en Japón impulsó a la fama a Momoi Haruko y su banda Under17.

### Del anime
En Estados Unidos, el primer DVD en inglés obtuvo críticas variadas. Anime Jump le dio 1½ estrellas, aduciendo que más allá de las imágenes lindas, «se creó especialmente para vender DVD, pequeñas figuras, y otras mercancías para hombres adultos introvertidos». DVDTalk le dio una calificación final de «recomendado» y únicamente criticó el contenido de bonificación. El crítico señaló que el primer disco «(...) estaba lleno de sorpresas incluso para un viejo revisor hastiado como yo». Anime News Network mantuvo una actitud mixta respecto del segundo DVD, citando a ciertos personajes y su nivel de desnudez. Sus críticos elogiaron la trama de la serie, considerando que es particularmente compleja para un anime basado en un videojuego. Popotan ha demostrado ser notoriamente difícil de categorizar para los críticos angloparlantes, lo que llevó a algunos de estos a elogiar el estilo multigénero.
Los críticos que evaluaron solamente el primer DVD, en general dieron a la serie calificaciones más negativas que aquellos quienes revisaron la obra en su conjunto. De estos últimos, Allmovie le dio 4 estrellas de 5, y DVDTalk —como ya se ha mencionado— lo galardonó con un estatus «recomendado», citando los primeros dos discos. Theron Martin —examinando el relanzamiento de Sentai Filmworks—, se mostró de acuerdo en que el anime mejoró hacia el final a pesar del avance apresurado del desarrollo de la trama. Le otorgó un bajo puntaje general, opinando que su calidad variaba ampliamente en cada episodio.
El nivel de desnudez y su importancia en la trama ha sido tema de debate. John Oppliger de Anime Nation consideró que los desnudos explícitos arruinaron al anime Popotan, opacando la profundidad de sus personajes y la complejidad de la historia. Anime News Network y Mania coincidieron en que estos eran excesivos; un crítico de este último la comparó con la «pornografía infantil», y otro atribuye la causa de su relanzamiento a la demanda de la serie por la desnudez. Los críticos de DVDTalk tuvieron posiciones encontradas; uno de ellos afirmó que las escenas con desnudos estaban fuera de lugar, mientras que otro consideró que estaban bien contextualizadas. Ambos consideraron que el uso de la desnudez en general fue «menor».
Los críticos en general, elogiaron el estilo de animación y el diseño de los personajes de Akio Watanabe. A pesar de haber regañado la trama, Mark Toole encontró al estilo de personajes «memorable»; aunque Theron Martin discrepó. Ozamu Tezuka (手塚理 Tezuka Ozamu?) recibió elogios por su enfoque minimalista en cuanto a la puntuación. Los actores de voz de Geneon también gozaron de una buena recepción, acreditando a Rob Beckwell, el director de doblaje al inglés de la serie. Mii fue la única protagonista en ser criticada por su desempeño en la actuación; por otra parte, los críticos aplaudieron a la voz de Mea.